# Europese kampioenschappen boksen vrouwen 2001
De Europese kampioenschappen boksen 2001 vonden plaats van 10 tot en met 14 april 2001 in Saint-Amand-les-Eaux, Frankrijk. Het toernooi werd georganiseerd onder auspiciën van EABA. In deze eerste editie van de Europese kampioenschappen boksen voor vrouwen streden 78 boksers uit 14 landen om de medailles in elf gewichtscategorieën.

## Medailles
| Gewichtsklasse              | Goud                 | Zilver               | Brons                                   |
| --------------------------- | -------------------- | -------------------- | --------------------------------------- |
| Minimumgewicht (– 45 kg)    | Oria Mahmoud         | Maria Narozsnik      | Elena Sabitova Hulya Ergun              |
| Lichtvlieggewicht (– 48 kg) | Hulya Sahin          | Vanessa Berteaux     | Eleftheria Paleologou Rita Takacs       |
| Vlieggewicht (– 51 kg)      | Hasibe Özer          | Dagmar Koch          | Viktoria Usatchenko Viktoria Milo       |
| Bantamgewicht (– 54 kg)     | Elena Karpacheva     | Audrey Garcia        | Kalliopi Geitsidou Camilla Munsterhjelm |
| Vedergewicht (– 57 kg)      | Henriette Birkeland  | Zsuzsanna Szuknai    | Galina Radionova Camilla Karlsson       |
| Lichtgewicht (– 60 kg)      | Tatyana Chalaya      | Elena Hadji          | Nacera Baghdad Marina Chatzopoulou      |
| Halfweltergewicht (– 63 kg) | Myriam Lamare        | Nikoletta Kavka      | Yulia Nemtsova Eva Wahlstroem           |
| Weltergewicht (– 66 kg)     | Irina Sinetskaya     | Esther Durand        | Ivett Pruzsinszky Hanne Rahkola         |
| Halfmiddengewicht (– 69 kg) | Olga Slavinskaya     | Nurhayat Hicyakmazer | Anita Ducza Emilie Cuenin               |
| Middengewicht (– 73 kg)     | Svetlana Andreyeva   | Anna Laurell         | Irina Korabelnikova Mehtap Bakis        |
| Zwaargewicht (+ 77 kg)      | Olga Domouladzhanova | Stephanie Bof        | Niet uitgereikt                         |

## Medaillespiegel
| Plaats | Land        | Goud | Zilver | Brons | Totaal |
| 1      | Rusland     | 6    | 0      | 4     | 10     |
| 2      | Frankrijk   | 2    | 4      | 2     | 8      |
| 3      | Turkije     | 2    | 1      | 2     | 5      |
| 4      | Noorwegen   | 1    | 0      | 0     | 1      |
| 5      | Hongarije   | 0    | 2      | 4     | 6      |
| 6      | Griekenland | 0    | 1      | 3     | 4      |
| 7      | Zweden      | 0    | 1      | 1     | 2      |
| 8      | Duitsland   | 0    | 1      | 0     | 1      |
| 8      | Moldavië    | 0    | 1      | 0     | 1      |
| 10     | Finland     | 0    | 0      | 3     | 3      |
| 11     | Oekraïne    | 0    | 0      | 1     | 1      |
| Totaal | Totaal      | 11   | 11     | 20    | 42     |

## Deelnemende landen
Er deden 78 boksers uit 14 landen mee aan het toernooi.
- Duitsland
- Finland
- Frankrijk
- Griekenland
- Hongarije
- Moldavië
- Noorwegen
- Oekraïne
- Roemenië
- Rusland
- Slowakije
- Turkije
- Zweden
- Zwitserland